# Faroeste Caboclo
"Faroeste Caboclo" é uma canção composta por Renato Russo em 1979 e lançada por seu grupo, Legião Urbana, no álbum Que País É Este, de 1987. Ganhou bastante atenção quando do lançamento do álbum e, por isso, foi lançada como o terceiro single promocional em 1988. Por motivo de censura, houve a necessidade de editar a canção para a aprovação pela censura federal.
Em 2013, a canção ganhou uma adaptação cinematográfica, dirigida por René Sampaio e com roteiro de Victor Atherino.

## Histórico e composição
A canção foi composta em 1979, na chamada fase "Trovador Solitário" de Renato Russo. Foi apresentada pela primeira vez em 1983, sob vaias, num show da banda no Morro da Urca.
Em entrevista para Leoni, Renato Russo revelou que escreveu a música em duas tardes e que o roteiro foi improvisado, escrevendo-se os versos seguintes tomando em consideração as rimas a serem feitas com os versos anteriores. O próprio compositor, porém, entende que o enredo tem falhas, como não explicar por que João aceita ir no lugar do boiadeiro para Brasília ou por que Maria Lúcia se casou com Jeremias.
Flávio Lemos, baixista da banda Capital Inicial e ex-colega de Renato Russo na banda Aborto Elétrico, em entrevista concedida em 2004, disse que a música se refere a uma situação acontecida entre ele e Russo: 
| “ | Estava no Rio de Janeiro, na Ilha do Governador, na casa da tia do Renato. Ele gostava de uma prima dele, a Mariana, e eu sabia, mas não rolava nada entre os dois. Fomos viajar para Búzios, a turma toda, menos o Renato. E eu fiquei com a prima dele, transei com ela. Foi a minha primeira vez, eu era virgem. A menina voltou antes pra casa e contou a história pra todo mundo. Quando eu voltei pra Ilha ele já sabia, e considerou aquilo uma traição. Cheguei de madrugada, tinha viajado a noite toda, e ele me acordou bem cedinho, eu estava morrendo de sono. Renato tinha passado a noite inteira escrevendo a música. Ele me disse que eu era o Jeremias, o maconheiro, o sem vergonha. E ele era o Santo Cristo - olha o nome que ele deu a si mesmo! E a prima era a Maria Lúcia. Renato criou um épico com essa história. A gente continuou amigo depois. Pode aparecer alguém que conteste, mas é a mais pura verdade. | ” |

Russo, porém, em entrevista de 1988, disse que a música é completamente fictícia, e explica seu enredo: 
| “ | Veja, um motorista de táxi me disse que era a história do irmão dele. Tem outros que dizem que eu conheci um certo marginal e fiz a música. E não é. A música é completamente fictícia. E é engraçado, porque o João de Santo Cristo é um garoto muito pobre, e as pessoas, parece, não percebem isso. Ele era filho de um lavrador e o pai dele foi assassinado. Ele vai para o reformatório porque não tem ninguém para tomar conta dele. Mataram praticamente toda a sua família e, por isso, ele é revoltado. | ” |

A inspiração para Russo, segundo o próprio autor, foi "Hurricane", canção de Bob Dylan presente no álbum Desire, de 1976, que conta a história do boxeador Rubin Carter. Ainda sobre suas inspirações, o compositor cita "Domingo no Parque" (1968), de Gilberto Gil, além de Raul Seixas e a tradição oral do povo brasileiro.

## Enredo e estrutura
Narra a história de João de Santo Cristo, que, ao ver toda sua família morta, se rebela e vai para Salvador. Lá chegando, encontra um boiadeiro que vai para Brasília mas que pede para João ir no seu lugar. Ele vai e começa uma nova vida lá. Porém, diante de dificuldades econômicas, vira traficante, seguindo os passos de um peruano chamado Pablo. Posteriormente, ele tenta se redimir ao apaixonar-se por uma mulher chamada Maria Lúcia. Ao ver-se, porém, ameaçado por um homem rico e influente, decide trabalhar no contrabando de produtos bolivianos para se armar, se distanciando de Maria Lúcia e passando a morar em Planaltina. Ao voltar a ver sua amada, vê que um traficante rival, Jeremias, que casou e engravidou Maria Lúcia; João, então, decide marcar um duelo com ele em Ceilândia, e acaba morrendo levando um tiro pelas costas. Ainda agonizando, ele recebe sua arma de Maria Lúcia e dá cinco tiros em Jeremias. Maria Lúcia, também morre.
A canção tem 168 versos. Segundo o jornalista e historiador Marcelo Fróes, no manuscrito original com a letra de "Faroeste Caboclo" havia uma anotação de Renato dizendo que imaginava a música como um baião cantado por Luiz Gonzaga.
Com 9'03", a canção tem uma duração incomum, porém, outras duas composições de Renato são ainda mais extensas: "Metal Contra as Nuvens" (11'22") e "Clarisse" (10'32"). Em sua gravação original, a canção tem andamento moderado, com tempo de 140 bpm sendo executada na tonalidade sol maior. Levou uma semana para ser trabalhada em estúdio e os integrantes demoraram para conseguir tocar a base inteira sem errar ao menos uma vez - na verdade, a versão final acabou saindo com um erro: uma batida incorreta na caixa do baterista Marcelo Bonfá, que acabou sendo editado em estúdio para sugerir um som de cenário.

## Lançamento e recepção
A canção foi censurada, junto com "Conexão Amazônica", do mesmo disco. "Faroeste" pela presença de palavrões, enquanto "Conexão" por causa da temática, já que falava sobre o tráfico de drogas. Porém, em "Faroeste", foi feita uma edição onde se colocou um sinal sonoro sobre os palavrões. Com isso, a música foi liberada para radiodifusão. Outras rádios optaram por fazer edições, como a 89 FM, que fez uma edição de 8'49" para retirar os palavrões. Apesar disto, a música foi um grande sucesso, tendo sido a 24ª mais tocada de 1988.
Ao final de 1987, o jornalista Arthur Dapieve afirmou que a canção era uma "incontestável obra-prima, narrando a paixão e a morte do tal João de Santo Cristo, traficante que, oscilando entre o banditismo e a santidade, encarna o próprio Brasil". Ele apreciou o fato da faixa começar country, passar pelo reggae e terminar em rock.

## Legado
Ainda hoje, a canção é uma das mais bem lembradas da banda, estando em todas as coletâneas e álbuns ao vivo dela. Foi, ainda, regravada por Toni Platão no álbum Renato Russo - Uma Celebração, de 2006, e pela banda Tianastácia no álbum Tianastácia no País das Maravilhas de 2009.

### Adaptação cinematográfica
Em 30 de maio de 2013, foi lançado Faroeste Caboclo, adaptação da canção, dirigida por René Sampaio e com roteiro de Victor Atherino e Marcos Bernstein a partir da letra original, e com distribuição da Europa Filmes. No elenco, atuaram Fabrício Boliveira (João de Santo-Cristo), Ísis Valverde (Maria Lúcia), Felipe Abib (Jeremias) e César Troncoso (Pablo).

## Faixas
Todas as faixas escritas e compostas por R. Russo. 
| 12" PROMO (EMI 9951 084) |                                              |         |  |
| N.º                      | Título                                       | Duração |  |
| 1.                       | "Faroeste Caboclo (Versão Editada)" (33 RPM) | 9:05    |  |
| 2.                       | "Faroeste Caboclo (Versão Editada)" (45 RPM) | 9:05    |  |
| Duração total:           | Duração total:                               | 18:10   |  |

## Vendas e certificações
| Região                                                        | Certificação | Vendas   |
| ------------------------------------------------------------- | ------------ | -------- |
| Brasil (Pro-Música Brasil)                                    | 2× Platina   | 200,000‡ |
| ‡vendas+valores de streaming baseados somente na certificação |              |          |